# Doruchów (plaats)
Doruchów is een dorp in het Poolse woiwodschap Groot-Polen, in het district Ostrzeszowski. De plaats maakt deel uit van de gemeente Doruchów en telt 2400 inwoners.